# Glücksatlas
Der Glücksatlas ist eine seit dem Jahr 2011 jährlich erscheinende Studie zu Lebenszufriedenheit und Glücksgefühl der Bevölkerung Deutschlands im Rahmen der Glücksforschung. Für den Glücksatlas werden Personen in Deutschland in repräsentativen Umfragen per Selbsteinschätzung nach der Bewertung ihrer Lebenssituation gefragt. Unterschiede in der Bewertung der Lebenssituation nach Region, Altersgruppe, Geschlecht und weiteren Kriterien werden ebenfalls erfasst und erforscht.
Der Glücksatlas wird von Bernd Raffelhüschen von der Albert-Ludwigs-Universität Freiburg als wissenschaftlichem Leiter betreut und wurde von Max A. Höfer konzipiert. Vorläufer der Studie war seit 1984 zunächst ein West- ab 1990 auch für Ostdeutschland eine jährliche Befragung nach der subjektiven Lebenszufriedenheit vom Deutschen Instituts für Wirtschaftsforschung.

## Methodologie
Der Glücksatlas versucht die Lebenszufriedenheit der deutschen Bevölkerung mithilfe einer repräsentativen Stichprobe zu erfassen. Bei der Befragung von 2022 wurden dafür 11.450 repräsentativ ausgewählte Personen ab 16 Jahren in Form von mündlich-persönlichen Interviews durch das Institut für Demoskopie Allensbach in mehreren Wellen zwischen Januar und Oktober 2022 befragt. Zur Bewertung der allgemeinen Lebenszufriedenheit wird den Teilnehmern die folgende Frage gestellt: „Wenn Sie einmal alles in allem nehmen, wie zufrieden sind Sie insgesamt mit ihrem Leben?“ Diese Frage kann auf einer Skala von 0 bis 10 eingeschätzt werden, wobei 0 den schlechtesten und 10 den besten möglichen Wert darstellt. Daneben werden jeweils Fragen zur Häufigkeit des Glücksempfindens („Wie oft haben Sie sich in den letzten vier Wochen glücklich gefühlt – sehr oft, oft, selten oder gar nicht?“) und zum empfundenen Lebenssinns erfasst („Sagen Sie mir auf einer Skala von 0 bis 10, inwiefern Sie das, was Sie tun, als wertvoll und nützlich empfinden“). Im Weiteren wird die Zufriedenheit der Bevölkerung in den Lebensbereichen Arbeit, Einkommen, Familie und Gesundheit erfasst. In der Auswertung wird der Einfluss von verschiedenen Variablen wie z. B. das Einkommen oder die Bildung auf die Lebenszufriedenheit ermittelt.
Der Durchschnittswert der deutschen Bevölkerung lag bei der Befragung 2022 bei 6,86.

## Ergebnisse und Rezeption
Der Glücksatlas wird als eine der umfassendensten Studien zum Lebensglück den Medien breit rezipiert, darunter im NDR, Stern, Tagesschau.de, Tagesspiegel, Der Spiegel und Die Welt.
Die Ergebnisse des Glücksatlas erscheinen jährlich als Buch mit ausführlichen Analysen beim Penguin Verlag (zuvor bis 2017 beim Knaus Verlag). Die wichtigsten Ergebnisse und Erkenntnisse der Befragung werden auf der Website des Glücksatlas veröffentlicht.

### Selbsteinschätzung auf Skala
Bei der Einschätzung der eigenen Lebenssituation aus einer Skala von 0 bis 10 ergab sich zwischen 2011 und 2019 folgendes Bild in der Allgemeinbevölkerung bei der Verteilung der Werte:
| Wert | Anteil in der Bevölkerung |
| ---- | ------------------------- |
| 0    | 0,2 %                     |
| 1    | 0,3 %                     |
| 2    | 0,9 %                     |
| 3    | 2,4 %                     |
| 4    | 3,9 %                     |
| 5    | 8,4 %                     |
| 6    | 10,7 %                    |
| 7    | 22,1 %                    |
| 8    | 32,7 %                    |
| 9    | 14,4 %                    |
| 10   | 4,0 %                     |

Ein Wert zwischen 0 und 4 gilt als Unzufriedenheit mit der eigenen Lebenssituation. Nach dieser Definition waren 7,6 Prozent der Bevölkerung unzufrieden. Die Mehrheit der Bevölkerung wählt die Zufriedenheitswerte 7 und 8.

### Lebenszufriedenheit nach Bundesland
Die Bundesländer Deutschlands hatten 2024 die folgenden durchschnittlichen Zufriedenheitswerte:
| Rang | Land                   | Durchschnittlicher Wert |
| ---- | ---------------------- | ----------------------- |
| 1    | Hamburg                | 7,38                    |
| 2    | Bayern                 | 7,23                    |
| 3    | Schleswig-Holstein     | 7,23                    |
| 4    | Nordrhein-Westfalen    | 7,17                    |
| 5    | Rheinland-Pfalz        | 7,11                    |
| 6    | Baden-Württemberg      | 7,10                    |
| 7    | Sachsen-Anhalt         | 7,08                    |
| 8    | Niedersachsen          | 7,02                    |
| 9    | Hessen                 | 7,01                    |
| 10   | Brandenburg            | 6,99                    |
| 11   | Thüringen              | 6,90                    |
| 12   | Sachsen                | 6,87                    |
| 13   | Bremen                 | 6,76                    |
| 14   | Saarland               | 6,73                    |
| 15   | Berlin                 | 6,63                    |
| 16   | Mecklenburg-Vorpommern | 6,17                    |

### Entwicklung im Zeitvergleich
Die Lebenszufriedenheit war ab 2011 in Westdeutschland stabil und verbesserte sich in Ostdeutschland. Mit dem Beginn der COVID-19-Pandemie brach die Lebenszufriedenheit in Deutschland 2020 und 2021 ein, bevor sie 2024 wieder das Vorkrisenniveau erreicht.
| Jahr | Westdeutschland | Ostdeutschland |
| ---- | --------------- | -------------- |
| 1990 | 7,19            | 6,58           |
| 2000 | 7,17            | 6,58           |
| 2010 | 7,13            | 6,72           |
| 2011 | 7,03            | 6,63           |
| 2012 | 7,17            | 6,67           |
| 2013 | 7,22            | 6,73           |
| 2014 | 7,02            | 6,66           |
| 2015 | 7,05            | 6,90           |
| 2016 | 7,16            | 6,88           |
| 2017 | 7,11            | 6,89           |
| 2018 | 7,09            | 6,89           |
| 2019 | 7,18            | 7,00           |
| 2020 | 6,75            | 6,70           |
| 2021 | 6,61            | 6,51           |
| 2022 | 6,91            | 6,67           |
| 2023 | 6,96            | 6,76           |
| 2024 | 7,13            | 6,80           |

### Einfluss von Variablen
Als stark positive Einflussfaktoren auf die Lebenszufriedenheit erweisen sich gute Gesundheit sowie Ehe bzw. Partnerschaft. Ebenfalls Auswirkungen haben die Einkommenshöhe und die Freizeitgestaltung. Negative Auswirkungen auf die Lebenszufriedenheit haben ein schlechter Gesundheitszustand sowie Arbeitslosigkeit. Beim Alter zeigt sich ein Midlife-Effekt, bei dem die Lebenszufriedenheit abfällt und ein positiver Effekt bei der Renteneintrittsphase. Die höchste Lebenszufriedenheit weisen Personen zwischen ihrem 20. Lebensjahr und den Mittdreißigern auf.
Die COVID-19-Pandemie führte zu einem Einbruch der Lebenszufriedenheit in Deutschland, wovon Frauen und junge Leute besonders betroffen waren.

## Sponsoren
Von Beginn bis 2021 war die Deutsche Post Sponsor und Herausgeber. Diese Funktion nimmt seit 2022 die Gemeinsame Klassenlotterie der Länder unter der Marke SKL ein.